# بحر الصحراء

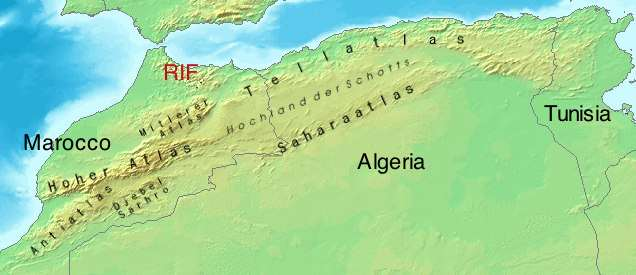
خريطة مجسمة لشمال غرب شمال أفريقيا

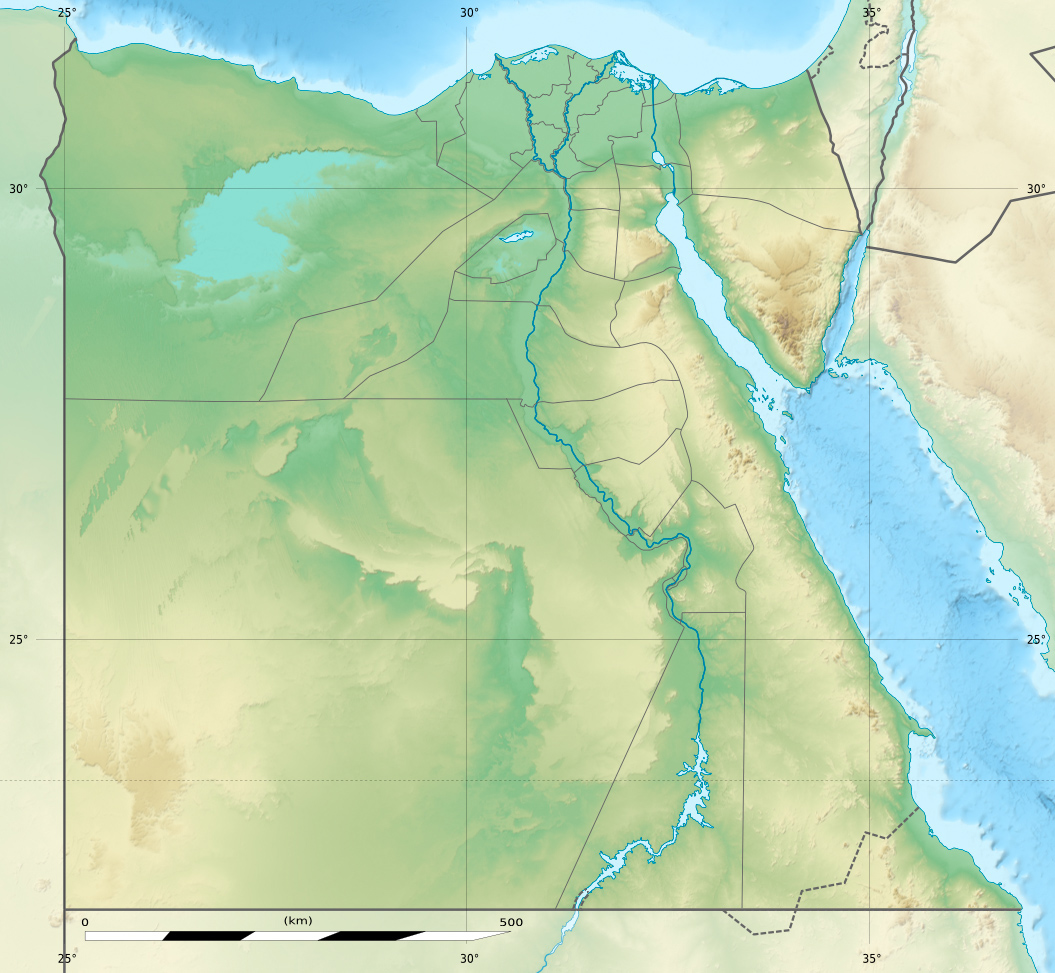
خريطة بارزة لمصر، يظهر فيها منخفض القطارة باللون الأزرق

بحر الصحراء اسم مشروع افتراضي في مجال الهندسة الكبرى، اقترح إغراق الأحواض المغلقة في الصحراء الكبرى بمياه من المحيط الأطلسي أو البحر الأبيض المتوسط. كان الهدف من هذا المشروع هو إنشاء بحر داخلي يغطي مناطق واسعة من الصحراء الكبرى التي تقع تحت مستوى سطح البحر، مما يجلب الهواء الرطب والأمطار والزراعة إلى عمق الصحراء.

## التاريخ

### القرن التاسع عشر
في عام 1877، كان رجل الأعمال والناشط الإسكتلندي المناهض للعبودية دونالد ماكنزي أول من اقترح إنشاء بحر في الصحراء. كانت فكرة ماكنزي تتمثل في شقِّ قناة من إحدى البحيرات المغلقة بالرمال شمال رأس جوبي بإقليم طرفاية، نحو مجال شاسع حدده له التجار العرب باسم الجوف. كان ماكنزي يعتقد أن هذه المنطقة الشاسعة تقع حتى 61 مترًا (200 قدم) تحت مستوى سطح البحر، وأن إغراقها سيخلق بحرًا داخليًّا بمساحة 155,400 كيلومتر مربع (60,000 ميل مربع) مناسب للملاحة التجارية وحتى الزراعة. كما اعتقد أن الأدلة والمعطيات الجيولوجية تشير إلى أن هذا الحوض كان متصلًا بالمحيط الأطلسي عبر قناة بالقرب من الساقية الحمراء (الطاح). واقترح أن هذا البحر الداخلي، إذا عُزز بقناة، يمكن أن يوفر الوصول إلى نهر النيجر وأسواق وموارد غرب إفريقيا الغنية.
توجد عدة منخفضات صغيرة في محيط رأس جوبي؛ وبعمق 55 مترًا تحت مستوى سطح البحر، تعتبر سبخة الطاح أدنى وأكبر هذه المنخفضات. لكنها تُغطي أقل من 250 كيلومترًا مربعًا وتبعد 500 كيلومتر شمال المنطقة الجغرافية المعروفة بالجوف (المعروفة أيضًا باسم مجابة الكبرى) والتي يبلغ متوسط ارتفاعها 320 مترًا.
لم يسافر ماكنزي إلى هذه المنطقة أبدًا، لكنه قرأ عن أحواضٍ صحراويَّةٍ أخرى تحت مستوى سطح البحر في تونس والجزائر ومصر الحالية تشبه تلك الموجودة بالقرب من رأس جوبي. تحتوي هذه الأحواض على بحيرات ملحية جافة موسميًّا، تعرف بالشطوط أو السبخات.

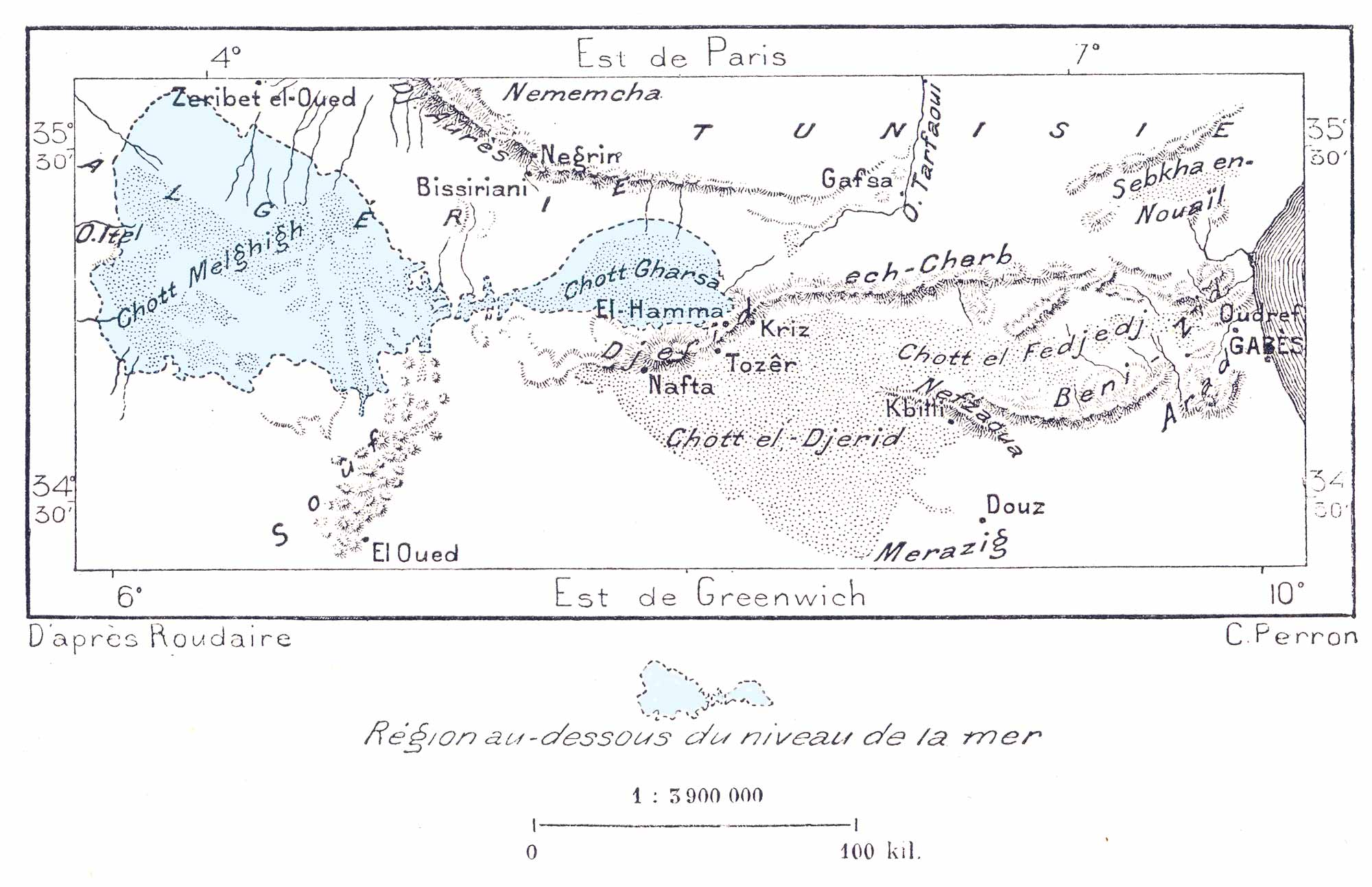
خريطة تونس توضِّح منطقة بحر الصحراء المقترح من رودير.

اقترحَ الجغرافيُّ الفرنسي فرانسوا إيلي رودير [الإنجليزية] والدبلوماسي فردينان دو ليسبس، الذي كان له تأثير كبير في إنشاء قناة السويس، هذه المنطقة لإنشاء بحر داخلي في عام 1878. اقترح رودير ودي لسبس قطع قناة من خليج قابس في البحر الأبيض المتوسط إلى شط الفجاج، مما سيسمح للبحر بالتصريف إلى هذه الأحواض. لم يكونوا محددين في المساحة التي سيغطيها هذا البحر (على الرغم من أن التحليلات اللاحقة اقترحت أنه سيكون أصغر بكثير من اقتراح ماكنزي بمساحة تبلغ فقط 8,000 كيلومتر مربع (3,100 ميل مربع)، لكنهم جادلوا بأن البحر الداخلي الجديد سيحسن جودة الطقس في القارة الأوروبية. وكانت التكلفة المقدرة لمشروع رودير حوالي 30,000,000 دولار في ذلك الوقت.
بينما كان رودير ودو لسبس متفائلين بشأن التأثيرات الجوية التي سيحدثها مثل هذا البحر الداخلي في أوروبا، لم يكن الآخرون على نفس القدر من الأمل. جادل ألكسندر ويليام ميتشينسون بأن غمر مساحات كبيرة سيخلق مستنقعات مليئة بالأمراض. وانتقد آخرون جدوى المشروع أو الاقتراح بربط البحر في الجوف بالبحر في المناطق التي تُعرف الآن بتونس والجزائر. في النهاية، رفضت الحكومة الفرنسية المشروع وسحبت التمويل عندما كشفت المسوحات أن العديد من المناطق لم تكن تحت مستوى سطح البحر كما كان يُعتقد.

### القرن ال 20
اقتراح إنشاء بحر الصحراء في أوائل القرن العشرين من قبل البروفيسور الفرنسي إدموند إيتشيغوين مرة أخرى في عام 1910، بأنه يمكن حفر قناة أطول وأعمق. وقال بأن مثل هذا البحر يمكن أن يكون نعمة للتوطين ويمكن أن ينتج بحر داخلي بحجم نصف البحر الأبيض المتوسط. درست الحكومة الفرنسية هذا الاقتراح ولكنها رفضته أيضًا. لاحظ النقاد أنه في حين كانت بعض أجزاء الصحراء الكبرى حقًا تحت مستوى سطح البحر، إلا أن الكثير من الصحراء الكبرى كانت فوق مستوى سطح البحر. وقالوا إن هذا سيؤدي إلى إنتاج بحر غير منتظم من الخلجان والخور؛ وسيكون أيضًا أصغر بكثير مما اقترحه إيتشيغوين.

خريطة لمنخفض القطارة توضح المسارات المقترحة للقنوات أو الأنفاق التي تربطه بالبحر الأبيض المتوسط

طرح اقتراح مشابه لاقتراح رودير ودو ليسبس من قبل أعضاء مشروع بلوشير، وهي فكرة أمريكية لاستخدام المتفجرات النووية في مشاريع الهندسة المدنية مثل مشروع منخفض القطارة.
كما اقترح إمكانية تفجير متفجرات نووية لإنشاء قناة من البحر الأبيض المتوسط إلى أحواض تونس. ولكنه رفض، بسبب التوقيع على العديد من المعاهدات التي تحظر التفجيرات النووية السلمية.

## ظهوره في الأدب
ظهرت فكرة بحر الصحراء عدة مرات في الكتب والروايات، أبرزها في رواية جول فيرن الأخيرة، اجتياح البحر، والتي أشارت مباشرة إلى خطة رودير ودو ليسبس.